# Shut Up Kitty
Shut Up Kitty jest kompilacją wydaną i nagraną w 1993 przez Re-constriction Records. Zawiera covery popowych i rockowych przebojów nagranych przez nowych, nadchodzących industrialnych i cold wave'owych artystów.

## Lista utworów
1. „Mysterious Ways” – KMFDM
2. „Cold Sweat” – Diatribe
3. „Sympathy for the Devil” – Skrew
4. „White Rabbit” – Death Method
5. „Obsession” – Blue Eyed Christ
6. „Smells Like Teen Spirit” – Xorcist
7. „Paranoid” – The Clay People
8. „Vogue” – D.D.T.
9. „Freedom Of Choice” – 16 Volt
10. „She Watch Channel Zero?!” – A-Politiq
11. „Boy” – Non-Aggression Pact
12. „Burnin' Up” – Babyland
13. „Stand And Deliver” – Society Burning
14. „Good Vibrations” – Fleshhouse
15. „In-a-gadda-da-vida” – Martyr Colony
16. „Order Of Death” – Virus 23